# Pamela Dutkiewicz
Pamela Dutkiewicz (Kassel, 28 de septiembre de 1991) es una deportista alemana que compite en atletismo, especialista en las carreras de vallas.
Ganó una medalla de bronce en el Campeonato Mundial de Atletismo de 2017, una medalla de plata en el Campeonato Europeo de Atletismo de 2018 y una medalla de bronce en el Campeonato Europeo de Atletismo en Pista Cubierta de 2017.

## Palmarés internacional
| Campeonato Mundial                   | Campeonato Mundial    | Campeonato Mundial | Campeonato Mundial |
| Año                                  | Lugar                 | Medalla            | Prueba             |
| ------------------------------------ | --------------------- | ------------------ | ------------------ |
| 2017                                 | Londres (Reino Unido) | Medalla de bronce  | 100 m vallas       |
| Campeonato Europeo                   |                       |                    |                    |
| Año                                  | Lugar                 | Medalla            | Prueba             |
| 2018                                 | Berlín (Alemania)     | Medalla de plata   | 100 m vallas       |
| Campeonato Europeo en Pista Cubierta |                       |                    |                    |
| Año                                  | Lugar                 | Medalla            | Prueba             |
| 2017                                 | Belgrado (Serbia)     | Medalla de bronce  | 60 m vallas        |